# Жинчак Степан
Степан Жинчак — український селянин зі села Одрехови (Лемківщина), громадський діяч. Посол Галицького сейму 2-го скликання в 1867—1869 роках. Обраний в окрузі Сянок — Риманів — Буківсько від IV курії, входив до складу «Руського клубу»..